# Orlogsværftvej
Orlogsværftvej er en vej beliggende på Holmen i København, der strækker sig langs havnefronten ved Operaen samt Operaparken og grænser op til Ekvipagemestervej.

## Historie
Vejen er opkaldt efter det tidligere Orlogsværft, der var en central del af den danske flåde i perioden 1692 til 1960.